# Phantoms de Toronto
Pour les articles homonymes, voir Phantoms.
Stade
Les Phantoms de Toronto étaient une équipe canadienne de football américain en salle basée à Toronto, en Ontario. L’équipe faisait partie de la Division Est de la Conférence Nationale de l'Arena Football League (AFL). L’équipe a également déjà évolué à New York et à Hartford, dans le Connecticut.

## Histoire

### CityHawks de New York (1997-1998)

Le logo des CityHawks.

L’équipe a débuté en 1997 sous le nom de CityHawks de New York City. Leur nom faisait référence au faucon pèlerin, dont plusieurs nichent sur des rebords très haut sur les gratte-ciel de New York.
Malgré l’échec des Knights de New York en 1988, l’AFL décide une fois de plus de s’efforcer de constituer une équipe sur le plus grand marché des médias du pays et accorde une franchise aux CityHawks avant la saison 1997. La principale circonstance qui différence cette situation de celle des Knights est que les CityHawks appartiennent au Madison Square Garden, alors que les Knights en étaient locataires.
L'Arena Football League avait l'intention de réintégrer le marché de New York en 1997 en mettant en place une équipe d'expansion dans le New Jersey Meadowlands, situé juste en face du fleuve Hudson et de la ville de New York. Parmi les nouveaux propriétaires des Red Dogs du New Jersey figuraient plusieurs anciens joueurs de la NFL, notamment l'ancien des Giants de New York, Joe Morris.
En réponse au fait que l'AFL ait placé une équipe dans le New Jersey, le propriétaire du Madison Square Garden a demandé à créer sa propre équipe. Cette demande a été acceptée par la ligue à quelques mois du début de la saison 1997, alors que l'équipe du New Jersey avait été fondée plusieurs mois auparavant. Les CityHawks n’avaient donc que la moitié du temps de préparation des Red Dogs pour la première saison de 1997.
Les CityHawks ont mal joué, ne remportant que deux matchs sur 14 lors de leur première saison, malgré leur entraîneur-chef Lary Kuharich, qui avait amené le Storm de Tampa Bay au championnat en remportant l'ArenaBowl VII en 1993. Les Red Dogs, sous l'entraîneur-chef John Hufnagel, avaient démarré au quart de tour, remportant 8 de leurs 9 premiers matchs et établissant un record dans la ligue en marquant 91 points en un match contre le Terror du Texas (record dépassé en 2001 quand les Dragons de New York ont marqué 99 contre les Cobras de la Caroline). Pour illustrer le destin contrasté des deux équipes: lors de la fin de semaine comprenant les matchs du 20 au 21 juin, les Red Dogs ont marqué 91 points contre le Texas; les CityHawks n’ont marqué que neuf points lors d’une défaite contre Tampa Bay. En 1998, les CityHawks ont remplacé Kuharich par l’entraîneur vétéran de la NCAA, Chuck Shelton, qui occupait son premier poste dans l’Arena Football. Cependant, l’équipe s’est presque aussi mal comportée que lors de la première saison, ne remportant que 3 matchs sur 14.
Le Madison Square Garden a annoncé que le club serait transféré à Hartford, dans le Connecticut, pour la saison 1999, qu'il serait rebaptisé les New England Sea Wolves et qu'il jouerait au Hartford Civic Center, une arène également gérée (bien que non contrôlée) par la direction du Garden.

### Sea Wolves de la Nouvelle-Angleterre (1999-2000)

Le logo des Sea Wolves

Les Sea Wolves de la Nouvelle-Angleterre ont passé deux saisons à Hartford. Ils étaient entraînés par Mike Hohensee, l'ancien entraîneur des Firebirds d'Albany, et qui sera entraîneur principal du Rush de Chicago depuis sa création en 2001 jusqu'à sa disparition en 2009, après la faillite de la version originale de la ligue et la relance ultérieure en 2010. En 2000, les Sea Wolves ont enregistré le premier bilan positif de l'histoire de la franchise (8-6). Cette saison a également vu le début du spécialiste offensif Damian Harrell, qui s'est épanoui après le transfert de l'équipe à Toronto, et a poursuivi sa belle carrière dans la saison 2006 avec plusieurs années exceptionnelles pour le Crush du Colorado.
L’équipe n’a guère mieux réussi financièrement en Nouvelle-Angleterre qu’à New York et a été vendue à de nouveaux propriétaires, qui l’ont transférée à Toronto après la saison 2000.

### Phantoms de Toronto (2001-2002)
Les Phantoms de Toronto ont marqué une tentative avortée de l'Arena Football League d’entrer au Canada. L’équipe a été achetée par un groupe dirigé par le banquier en placements de Valeurs Mobilières TD, Rob Godfrey. La majorité des parts de l’équipe appartenait à Rogers Communications,. Le groupe a payé entre 6 et 8 millions de dollars pour la franchise. Les Phantoms ont disputé les saisons arène 2001 et 2002 à Toronto, puis ont été dissous.
Tous les matchs à domicile ont été disputés au Centre Air Canada, qui abrite également les Maple Leafs de Toronto de la Ligue Nationale de Hockey, les Raptors de Toronto de la National Basketball Association et le Rock de Toronto de la National Lacrosse League. Le principal rival de l'équipe était les Destroyers de Buffalo, situés à 80 milles au sud, à Buffalo.
En 2001, les Phantoms ont enregistré un bilan raisonnable de 8-6, remportant la AFL Eastern Division et se qualifiant pour les playoffs. Ils battent les Dragons de New York au premier tour des séries éliminatoires; cependant, ils seraient vaincus par les Kats de Nashville au deuxième tour.
En 2002, ils leur bilan est de 5-9, manquant les playoffs. Après la saison, Rogers a annoncé la suspension des activités de la franchise. Les Phantoms n’ont attiré en moyenne que 6 976 spectateurs par match au cours de leurs deux saisons passées au Centre Air Canada. Six ans plus tard, Rogers signait avec Ralph Wilson, des Bills de Buffalo, un contrat de leasing de cinq ans pour un match annuel de saison régulière en échange d'argent, marquant ainsi le retour du football américain au Canada.

## Saison par saison
| Saison                               | G  | P  | N | Classement final  | Playoffs                                                                                        |
| ------------------------------------ | -- | -- | - | ----------------- | ----------------------------------------------------------------------------------------------- |
| CityHawks de New York                |    |    |   |                   |                                                                                                 |
| 1997                                 | 2  | 12 | 0 | 4e NC Eastern     | --                                                                                              |
| 1998                                 | 3  | 11 | 0 | 3e NC Eastern     | --                                                                                              |
| Sea Wolves de la Nouvelle-Angleterre |    |    |   |                   |                                                                                                 |
| 1999                                 | 5  | 9  | 0 | 3e NC Eastern     | --                                                                                              |
| 2000                                 | 8  | 6  | 0 | 2e NC Eastern     | Défaite au 1er tour, Wranglers de l'Oklahoma (38-52)                                            |
| Phantoms de Toronto                  |    |    |   |                   |                                                                                                 |
| 2001                                 | 8  | 6  | 0 | 1er NC Eastern    | Victoire au 1er tour, Dragons de New York (64-57) Défaite au 2e tour, Kats de Nashville (38-45) |
| 2002                                 | 5  | 9  | 0 | 3e NC Eastern     | --                                                                                              |
| Totals                               | 32 | 55 | 0 | (inclus playoffs) | (inclus playoffs)                                                                               |

## Les joueurs
| Joueur           | Position    | Université                |
| ---------------- | ----------- | ------------------------- |
| DeAuntae Brown   | DB          | Central State (OH)        |
| Kerry Brown      | WR/LB,WR,DB | Pacific                   |
| Kahlil Carter    | DB          | Southern Arkansas         |
| Charlie Davidson | WR/DB       | Mississippi State         |
| Anthony Derricks | DS          | Mississippi State         |
| Donald Dinkins   | OL/DL       | Syracuse                  |
| Rickey Foggie    | QB          | Minnesota                 |
| Matt George      | P-K         | Chapman                   |
| Phil Glover      | LB          | Washington St.            |
| Moses Harper     | OL/DL       | Arizona State             |
| Damian Harrell   | WR          | Florida State             |
| Michael Harrison | OL/DL       | North Carolina State      |
| Tommy Henry      | DS,DB       | Florida State             |
| Anthony Hicks    | FB/LB,LB    | Middle Tennessee State    |
| Kelvin Ingram    | OL/DL       | Oklahoma State            |
| Nakia Jenkins    | WR/LB,WR    | Utah State                |
| Michael Jones    | OL/DL       | Texas                     |
| Steve Konopka    | OL/DL       | Central Connecticut State |
| Ty Law           | WR/LB       | Rice                      |
| Delphfrine Lee   | DB          | McNeese St.               |
| Luke Leverson    | WR/DB,WR    | Minnesota                 |
| Jerald Long      | WR/DB       | Marshall                  |
| Doug Lytle       | OL/DL       | Chadron State (NE)        |
| Craig Moore      | OL/DL       | Mississippi State         |
| Frank Moore      | OL/DL       | Pittsburgh                |
| Pat O'Hara       | QB          | Southern California       |
| Chad Salisbury   | QB          | Buffalo                   |
| Connell Spain    | OL/DL       | Florida State             |
| John Summerday   | OL/DL       | Temple                    |
| Jason Walters    | OL/DL       | Syracuse                  |
| Ricky Wood       | FB/LB       | Norfolk State             |
| Jermaine Younger | FB/LB,DE,LB | Utah State                |

### Membres au Hall of Fame de l'AFL
| Numéro | Joueur        | Année d'entrée | Position   | Années aux clubs |
| ------ | ------------- | -------------- | ---------- | ---------------- |
| 84     | Fred Gayles   | 2002           | WR/DB      | 1997             |
| --     | Mike Hohensee | 2012           | Head Coach | 1999-2000        |

## Les entraîneurs
| Nom           | Terme     | Saison régulière | Saison régulière | Saison régulière | Saison régulière | Playoffs | Playoffs | Récompenses |
| ------------- | --------- | ---------------- | ---------------- | ---------------- | ---------------- | -------- | -------- | ----------- |
|               |           | G                | P                | N                | %                | G        | P        |             |
| Lary Kuharich | 1997      | 2                | 12               | 0                | .143             | 0        | 0        |             |
| Chuck Shelton | 1998      | 3                | 11               | 0                | .214             | 0        | 0        |             |
| Mike Hohensee | 1999–2000 | 13               | 15               | 0                | .464             | 0        | 1        |             |
| Mark Stoute   | 2001–2002 | 13               | 15               | 0                | .464             | 0        | 1        |             |